# Child's Play (2019)
Child's Play (bra: Brinquedo Assassino; prt: O Boneco Diabólico) é um filme américo-canadense de 2019, do gênero terror, escrito por Tyler Burton Smith e dirigido por Lars Klevberg. É uma refilmagem do filme homônimo de 1988 e serve como um reinício da franquia Child's Play. Os papéis principais são interpretados por Aubrey Plaza, Gabriel Bateman, Brian Tyree Henry e Mark Hamill como a voz de Chucky. O enredo gira em torno de uma família aterrorizada por um boneco de alta tecnologia que se torna autoconsciente e passa a cometer assassinatos.
O longa-metragem foi lançado nos Estados Unidos em 21 de junho de 2019 pela Orion Pictures através da United Artists Releasing. Recebeu avaliações mistas dos críticos especializados, que elogiaram o humor sombrio, as atuações e a história de origem do vilão, mas apontaram inconsistências no tom do filme e criticaram o design e o movimento dos bonecos. A produção contou com um orçamento de 10 milhões de dólares e arrecadou mais de 44,9 milhões em todo o mundo.

## Enredo
A multinacional Kaslan Corporation acaba de lançar Buddi, uma linha de bonecos de alta tecnologia projetados para serem companheiros de toda a vida de seus proprietários e que podem se conectar a vários dispositivos domésticos. Numa fábrica de montagem no Vietnã, um funcionário extremamente estressado desativa todas as funções de segurança do Buddi que está montando e depois se suicida. Em Chicago, o boneco chega às mãos da balconista Karen Barclay, que com ele presenteia seu filho adolescente Andy. Ao ser ativado, o boneco se autodenomina "Chucky" e se apega ao garoto.
Chucky ajuda o jovem a fazer amizade com Falyn e Pugg, dois adolescentes vizinhos. Entretanto, o boneco começa a mostrar tendências violentas, ao tentar estrangular o gato de estimação e imitar a violência que vê num filme de terror. Andy chega em casa e encontra o gato morto por Chucky, mas esconde isso da mãe. O rapaz se desentende com Shane, namorado de Karen. À noite, Chucky segue Shane, que na realidade é casado e tem filhos, até sua casa, onde o mata no quintal. No dia seguinte, Andy recebe como presente a pele arrancada do rosto de Shane.
O detetive de polícia Mike Norris inicia uma investigação. Andy e seus amigos desativam Chucky e o jogam no lixo, mas um eletricista o encontra e conserta. Chucky o mata com uma serra de mesa. O garoto Omar adquire Chucky, que logo mata Doreen, mãe de Norris, após fazê-la sofrer um acidente de carro. Andy não consegue convencer Karen de que o boneco é o assassino. A mãe leva o filho para o shopping onde ela trabalha, a fim de mantê-lo por perto. Suspeitando ser Andy o assassino, Norris chega e o algema, no momento em que Chucky assume o controle total do estabelecimento, prendendo todos no local.
Vários funcionários e clientes são brutalmente mortos por bonecos Buddi e Norris é ferido. Andy e seus amigos chegam à saída, mas o garoto descobre que Chucky está mantendo Karen como refém. Andy consegue libertar sua mãe, é atacado por Chucky, mas consegue dominá-lo e derrotá-lo com a ajuda de Karen e Norris. Os paramédicos chegam para socorrer os sobreviventes, enquanto Andy, Falyn, Pugg e Omar destroem o corpo de Chucky. Algum tempo depois, a Kaslan anuncia que a linha Buddi será reprogramada. Quando os bonecos são recolhidos e colocados no depósito, um deles começa a ficar com os olhos vermelhos.

## Elenco
Este é o elenco principal, na ordem dos créditos do cartaz oficial do filme, e as descrições de seus personagens conforme informações do RogerEbert.com:
- Aubrey Plaza — Karen Barclay, uma mãe que presenteia seu filho Andy com um boneco de alta tecnologia.
- Gabriel Bateman — Andy Barclay, um adolescente solitário que se torna o dono de Chucky.
- Brian Tyree Henry — Mike Norris, um detetive de polícia.
- Mark Hamill — Chucky (voz), um boneco Buddi outrora inofensivo que se torna assassino depois de sofrer uma reconfiguração de fábrica.

O filme também conta com as atuações de:
- Tim Matheson — Henry Kaslan, fundador e CEO da Kaslan Corporation, empresa que fabrica os bonecos Buddi.
- Beatrice Kitsos — Falyn, uma vizinha que se torna amiga de Andy.
- Ty Consiglio — Pugg, um vizinho que se torna amigo de Andy.
- Marlon Kazadi — Omar, outro vizinho de Andy que se torna seu amigo.
- David Lewis — Shane, namorado de Karen; não consegue se entender com Andy.
- Carlease Burke — Doreen Norris, mãe de Mike e vizinha dos Barclays.
- Trent Redekop — Gabe, o eletricista do prédio.

## Dublagem brasileira
Estúdio de dublagem - Unisom
Produção
- Direção: Ulisses Bezerra[14]
- Tradução: Translation CO.[14]

Dubladores
- Renato Márcio: Mark Hamill (Chucky – voz)[14]
- Yago Contatori: Gabriel Bateman (Andy Barclay)[14]
- Silvia Suzy: Aubrey Plaza (Karen Barclay)[14]
- Dláigelles Riba: Brian Tyree Henry (Detetive Mike Norris)[14]
- Gabriela Milani: Beatrice Kitsos (Falyn)[14]
- Ítalo Luiz: Ty Consiglio (Pugg)[14]
- Gabriel Martins: Marlon Kazadi (Omar)[14]
- Ricardo Sawaya: David Lewis (Shane)[14]
- Isaura Gomes: Carlease Burke (Doreen)[14]
- Fátima Silva: Nicole Anthony (Detetive Willis)[14]
- Lipe Volpato: Ben Andrusco-Daon (Ben)[14]
- Cesar Marchetti: Trent Redekop (Gabe)[14]
- Lipe Volpato: Anantjot S Aneja (Chris)[14]
- Carlos Campanille: Tim Matheson (Henry Kaslan)[14]
- Fernanda Bullara: Zahra Anderson (Mãe)[14]
- Cesar Marchetti: Eddie Flake (cliente)[14]
- Fernanda Bullara: Hannah Drew (cliente)[14]
- Gabriel Martins: Buddi[14]
- Ulisses Bezerra: Buddi bear[14]
- Fátima Silva: mulher na TV
- Sicília Vidal: Mia Bella (menina)[14]
- Cecília Lemes: voz eletrônica[14]
- Angelo Bisarro: Placas[14]

## Produção

### Desenvolvimento
Em 2008, o roteirista Don Mancini e o produtor David Kirschner revelaram que pretendiam reiniciar a franquia Child's Play. Era esperado que Brad Dourif voltasse a dar voz a Chucky. Originalmente pertencente ao gênero terror, a série passou a destacar elementos de comédia em seus dois últimos filmes, Bride of Chucky e Seed of Chucky. Numa entrevista posterior, Mancini descreveu o reinício como uma versão mais sombria e assustadora do primeiro filme, com novas reviravoltas na trama, mas sem se afastar muito do conceito original. Em 2011, Dourif confirmou sua participação no novo filme, cujo lançamento estava previsto para 2012. Entretanto, a produção foi cancelada após a recepção negativa das refilmagens de outros slashers populares, como A Nightmare on Elm Street e Friday the 13th.
Em 3 de julho de 2018, foi anunciado que a Metro-Goldwyn-Mayer estava desenvolvendo uma versão contemporânea de Child's Play, com uma equipe criativa completamente diferente da que trabalhou na série de filmes original. A trama da obra de 1988, centrada em uma família aterrorizada por um boneco possuído pelo espírito de um assassino em série chamado Charles Lee Ray, seria substituída por uma história de terror que envolveria um grupo de adolescentes e um brinquedo de tecnologia avançada. Las Kleveberg (de Polaroid) foi contratado como diretor e Tyler Burton Smith (do jogo eletrônico Quantum Break) assinou o roteiro. Seth Grahame-Smith e David Katzenberg, que fizeram parte da equipe colaborativa de It e It Chapter Two, entraram no projeto como produtores.
À época de sua produção, a refilmagem foi duramente criticada por Christine Elise, intérprete de Kyle em Child's Play 2. Jennifer Tilly, que interpretou Tiffany em quatro filmes da série, também demonstrou desprezo pelo longa-metragem, ao passo que Alex Vincent, intérprete original de Andy, disse considerar o novo filme não um reinício, mas sim uma "reimaginação" da obra. Ao ser entrevistado por Mick Garris num podcast em dezembro de 2018, Mancini esclareceu que ele e Kirschner foram abordados pela MGM para assumirem a função de produtores executivos da refilmagem, mas recusaram prontamente:
Simplesmente dissemos 'não, obrigado', pois temos nossos próprios planos para o futuro de Chucky. Obviamente, fiquei magoado [...]. Eu criei um personagem e nutri uma franquia por três décadas [...]. Eles só queriam a nossa aprovação, o que neguei veementemente [...]. Os produtores daquele filme são os mesmos de It. Como eles se sentiriam se houvesse uma brecha que permitisse que eu e David Kirschner fizéssemos o nosso próprio It com a nossa própria versão de Pennywise e pedíssemos: 'Ei, pessoal, nós gostaríamos que vocês colocassem seus nomes nisso'? Imagino que eles não iriam gostar.
Mancini e Kirschner anunciaram que seguiriam normalmente com sua série de filmes na Universal Pictures, ignorando a existência da refilmagem da MGM. Revelaram também que estavam trabalhando numa série de televisão que daria continuidade à cronologia original de Chucky. Clark Collis, jornalista da Entertainment Weekly, comentou que Child's Play é um "caso raro" de filme que gerou "duas franquias ativas" na era da internet e comparou essa situação ao que ocorreu com as franquias de James Bond e dos filmes produzidos a partir de Night of the Living Dead em meados do século XX.

### Escolha do elenco
Em 26 de julho de 2018, foi divulgado que o papel de Karen Barclay, a mãe de Andy, teria sido oferecido a Liv Tyler. A personagem, entretanto, acabou sendo interpretada por Aubrey Plaza, cuja escalação foi anunciada em setembro. Esse foi o primeiro trabalho de Plaza, conhecida por papéis cômicos, em um filme de terror. Ela comentou que aceitou a proposta por ter gostado do roteiro, comentando: "Se você lembrar do filme original, era um drama! Não era engraçado. Enquanto a franquia evoluiu, se tornou outra coisa. E a refilmagem captura o espírito do original". Também foi a primeira vez que atriz interpretou uma mãe em tela, o que ela afirmou ter sido uma "escolha de elenco incomum", enfatizando sua conexão pessoal com a personagem: "Minha mãe era bem jovem quando me teve, então essa dinâmica me parecia muito familiar".
Gabriel Bateman e Brian Tyree Henry também foram confirmados no elenco em setembro de 2018. Em novembro do mesmo ano, Ty Consiglio e Beatrice Kitsos se juntaram ao elenco nos papéis dos dois principais amigos de Andy. Em março de 2019, o ator Mark Hamill anunciou sua entrada no elenco para dar voz a Chucky no filme. Grahame-Smith forneceu mais detalhes sobre a escalação de Hamill em uma entrevista à Entertainment Weekly, comentando:
Perguntamos, pensando que ele nunca aceitaria, e ele disse: 'Sim'. Foi a primeira escolha, um momento de virada, e acabou por acontecer... Quero dizer, antes de tudo, ter um ícone reimaginando um personagem icônico é um presente incrível e ter um ator e dublador tão celebrado e talentoso quanto Mark Hamill, quero dizer, é incrível. Ele está assumindo esse desafio com muita energia e realmente o encara de uma forma muito séria. Observá-lo criar um personagem e meio que incorporá-lo é algo realmente especial, e eu fico lá e assisto Mark Hamill gravar. É simplesmente incrível.

### Filmagens
As filmagens começaram em 17 de setembro e terminaram em 8 de novembro de 2018, em Vancouver, Canadá. Algumas sequências passaram por processo de pick-up entre 15 e 16 de dezembro do mesmo ano e em abril de 2019. A MastersFX, uma empresa de efeitos visuais, levou seis semanas para preparar e montar sete bonecos animatrônicos, cada um com braços e cabeças intercambiáveis que executavam uma variedade de ações necessárias para as gravações, com a colaboração da Pixomondo, empresa que forneceu o CGI para o filme.

### Música
A trilha sonora do longa-metragem foi composta por Bear McCreary, que decidiu não usar uma orquestra tradicional para as gravações. Inspirado nas "origens de Chucky numa loja de brinquedos", ele montou uma "orquestra de brinquedo", a partir de instrumentos como pianos para crianças, sanfonas, acordeões, guitarras de plástico, flautas de êmbolo, escaletas, harmônicas, kazoos e otamatones, um sintetizador de origem japonesa. McCreary também usou a própria voz e recorreu a ruídos produzidos por brinquedos diversos, tais como figuras de ação e molas Slinky, além de ter contado com um quinteto de cordas, um ukulelista e uma sessão com um coral de Praga.
Com um estilo infantil, o tema principal de Child's Play termina com Mark Hamill cantando "The Buddi Song", a música-tema dos bonecos no filme, na forma de uma canção de ninar assustadora. "The Buddi Song" contou com duas versões: a assustadora ateriormente mencionada e outra em tom mais animado, ambas cantadas por Hamil e usadas no longa-metragem. McCreary comentou: "Mark é muito dinâmico e conseguiu fazer uma versão agradável e uma versão maligna da música. Esses dois desempenhos vocais representam o arco de Chucky no filme e você consegue perceber essa variação do personagem na performance de Mark".
A partitura completa do filme foi disponibilizada no Spotify em 14 de junho de 2019. Em 21 de junho, a Waxwork Records anunciou o lançamento do álbum com a trilha sonora em vinil colorido, consistindo de dois discos de 180 gramas, nas cores azul e vermelho representando os "olhos de Chucky", além de encarte ilustrado. Paralelamente, a Waxwork remasterizou a partitura do filme original de 1988, composta por Joseph Renzetti, e a lançou em outubro de 2019 numa edição similar à do álbum da refilmagem. Foi a primeira vez que a partitura de Renzetti foi disponibilizada em LP desde 1989.

## Lançamento e recepção

### Divulgação

Logotipo da Kaslan Corporation, a multinacional fictícia vista no filme.

A primeira imagem oficial de Chucky foi divulgada em 21 de setembro de 2018. O cartaz promocional foi lançado em 12 de novembro do mesmo ano, revelando que, para a adaptação do filme, os bonecos Good Guys seriam chamados de Buddi, fazendo referência ao boneco My Buddy, que influenciou o visual do personagem original. Um símbolo de Wifi sobre o "i" em "Buddi" brinca com as funções de alta tecnologia do personagem, sendo semelhante a brinquedos robóticos como Furby e RoboSapien. Como estratégia publicitária, a Orion Pictures disponibilizou um site de divulgação da fictícia Kaslan Corporation, antes do lançamento do filme. Em 4 de fevereiro de 2019 foi divulgado um teaser que consistia num falso comercial da Kaslan. O primeiro trailer foi lançado em 8 de fevereiro de 2019, sendo exibido nos cinemas antes da estreia de The Prodigy.
O cartaz para os cinemas foi lançado em 17 de abril de 2019 e o segundo trailer, o primeiro a mostrar Hamill como a voz do vilão, no dia seguinte. Em 16 de maio, um vídeo dos bastidores foi carregado no canal da Orion Pictures no Youtube, mostrando como Chucky foi trazido à vida para o filme. A partir de abril de 2019, vários pôsteres que aludiam a Toy Story 4 foram divulgados, apresentando Chucky matando brutalmente os personagens da franquia de animação, usando o fundo dos pôsteres de Toy Story 4. Ambos os filmes foram originalmente lançados em 21 de junho de 2019. Em 24 de junho, foi divulgado um pôster para coincidir com o lançamento próximo do filme de terror Annabelle Comes Home, alterando um dos pôsteres deste para implicar o ataque de Chucky à boneca Annabelle.

### Lançamento
Child's Play estreou nos Estados Unidos em 21 de junho de 2019, sendo o primeiro filme da Orion Pictures a ser lançado pela United Artists Releasing. O longa-metragem foi lançado digitalmente em 10 de setembro do mesmo ano e em Blu-Ray e DVD em 24 de setembro pela 20th Century Fox Home Entertainment.
O primeiro trailer em português brasileiro foi divulgado em 8 de maio de 2019 e o lançamento no Brasil estava originalmente previsto para 25 de julho, mas acabou adiado para 22 de agosto de 2019, sendo o filme distribuído no país pela Imagem Filmes. Em Portugal, teve o lançamento previsto inicialmente para 25 de julho de 2019, depois para 20 de junho e estreou nacionalmente em 18 de julho de 2019. Foi classificado para maiores de 16 anos tanto no Brasil quanto em Portugal.

### Bilheteria
O longa-metragem arrecadou 29,2 milhões de dólares nos Estados Unidos e Canadá e 14,2 milhões em outros territórios, resultando num total mundial de 44,9 milhões, ante seu orçamento de 10 milhões de dólares. Nos dois países anteriormente mencionados, estreou no mesmo dia dos lançamentos da animação Toy Story 4 e do thriller francês Anna. Estipulou-se para Child's Play, que foi disponibilizado em 3.007 salas de cinema, uma meta de arrecadação de 16-18 milhões de dólares em seu primeiro fim de semana. Em seu primeiro dia, o filme faturou 6,1 milhões, incluindo 1,65 milhão arrecadado em pré-exibições realizadas na noite de quinta (20 de junho). Estreou com 14,1 milhões e terminou em segundo lugar, atrás de Toy Story 4. Sua arrecadação caiu 68,6% em seu segundo fim de semana, faturando 4,4 milhões de dólares, caindo para a oitava posição nas bilheterias.

### Crítica internacional
No agregador de críticas cinematográficas Rotten Tomatoes, o filme é aprovado por 63% dos críticos, com base em 192 avaliações, apresentando uma classificação média de 5,8/10. O consenso crítico do site afirma: "Child's Play atualiza um ícone do terror dos anos 80 para a era da Internet das Coisas, com resultados previsivelmente arrepiantes e, na maior parte das vezes, divertidos". O Metacritic, que usa uma média ponderada, atribuiu-lhe 47 pontos de 100, com base em 34 avaliações de críticos especializados, indicando "críticas mistas ou medianas". Os espectadores pesquisados pelo CinemaScore deram ao longa uma nota média "C+" na escala de A+ a F, a pontuação mais baixa já recebida por um filme da série Child's Play.
Nick Allen, do RogerEbert.com, atribuiu ao filme três estrelas das quatro possíveis, descrevendo-o como "mais sórdido, mais divertido e tão bom quanto o filme original". Peter Bradshaw, em sua crítica no The Guardian, avaliou o filme positivamente, dando-lhe quatro estrelas e descrevendo-o como "uma história de brinquedos muito bem pensada e requintadamente horripilante". Jeremy Dick, do MovieWeb, também aprovou o filme, escrevendo: "Child's Play é o remake perfeito de um filme de terror e agora deve servir como um excelente exemplo do que os outros devem fazer. É altamente interessante e muito divertido, e eu digo isso como um grande fã do original."
Em publicação na Rolling Stone, Peter Travers atribuiu duas de cinco estrelas ao filme, comentando: "A originalidade perversa do original desaparece por completo... numa sátira equivocada da era digital e do consumismo milênico". Peter Debruge, da Variety, também avaliou o filme negativamente, afirmando: "Este é o novo padrão para filmes de terror: os roteiros devem parecer mais modernos do que a premissa que representam, o que coloca Child's Play na estranha posição de apontar e tirar sarro para todos os lados por não fazer nenhum sentido."

### Crítica brasileira
Child's Play foi avaliado com três de cinco estrelas por Thales de Menezes, da Folha de S.Paulo, que o descreveu como "um caso raríssimo de refilmagem que supera o original" e "mostra um Chucky violento com cenas que revelam amor ao cinema". Mario Abbade, em publicação no jornal O Globo, destacou que a obra "demonstra uma atualização com temas importantes [e] ainda tem como adendo a empatia do boneco em relação aos maus-tratos sofridos pela criança e seus sentimentos".
Sarah Lyra, do AdoroCinema, também atribuiu três de cinco estrelas ao filme, observando que ele é divertido por "tentar apresentar [uma] personalidade ingênua e, ao mesmo tempo, aterrorizante de Chucky", mas notou uma "indecisão criativa" na refilmagem. Julia Sabbaga, do Omelete, concordou, afirmando que "um dos maiores problemas do longa é uma indecisão do seu próprio gênero", e que ele "falha no equilíbrio entre horror e comédia". Sabbaga, porém, ressaltou que o filme "resulta num passatempo simplesmente divertido", pois "não se sustenta em nostalgia" e se distancia bastante da obra original. Por outro lado, ela comentou que "o filme não se salva do óbvio questionamento por trás do visual de Chucky, que é definitivamente distante do que seria um assistente virtual em 2019".
Ainda no que concerne ao gênero do filme, Pablo Bazarello, do CinePOP, comentou que Child's Play "surpreende com mais drama do que terror" e cria uma "identidade única, para o bem ou para o mal". Gabriel Carvalho, em análise publicada no site Plano Crítico, atribuiu à obra quatro de cinco estrelas, elogiando a "precisão" com que "diagnostica [o] descontrole humano frente às tecnologias". Caio Lopes, do Observatório de Cinema, o classificou com três estrelas e meia de cinco, enfatizando que a refilmagem "investe em dinâmicas distintas e sai na vantagem diante de remakes diversos".
William Souza, do Cinema com Rapadura, avaliou o filme com uma nota de 7,5/10 e salientou que a obra tenta executar uma "mistura de thriller juvenil, humor sombrio, referências e crítica social" sem perder a essência da franquia, mas que, no final, o resultado é apenas "morno". Em crítica publicada no CinePlayers, Francisco Carbone avaliou o filme com 6,5/10, elogiando o elenco, a direção e o roteiro, mas criticou a nova versão do boneco: "Chucky faz mais do que não ter nenhuma empatia com o público; ele comete o pecado fatal de nos [fazer] clamar pelo velho Chucky a cada cena".
Em sua crítica no Cineclick, Thamires Viana atribuiu duas de cinco estrelas ao longa e opinou que Chucky "se torna um personagem chato, carente e sem qualquer personalidade". Rafael Arbulu, do Canaltech, enfatizou que o filme sofre de uma "previsibilidade [que] permeia toda a produção". Marcelo Müller, em sua análise no Papo de Cinema, criticou duramente o filme, dando-lhe uma de cinco estrelas e chamando-o de "forte candidato a bomba do ano"; o crítico destacou que há "passagens mal filmadas, jump scares apresentados sem, ao menos, o efeito de susto [e] circunstâncias amplamente questionáveis, tendo como base a lógica interna criada".

## Futuro
Durante a WonderCon, Grahame-Smith afirmou que, caso o filme fizesse sucesso, ele adoraria produzir mais sequências. O diretor Lars Klevberg comentou sobre suas ideias para uma possível continuação: "Para mim, tratava-se apenas de tentar tornar este o melhor filme possível. Da mesma forma, nunca fiz planos para seguir adiante em uma franquia. Mas sim, particularmente, acho que adoro o conceito do urso Buddi."